# Раума
Раума (фин. Rauma, швед. Raumo) је град у Финској, у југозападном делу државе. Раума је други по величини и значају град округа Сатакунта, где град са окружењем чини истоимену општину Раума.
Старо градско језгро Рауме, тзв. „Стара Раума“, је под заштитом УНЕСКО-а као светска баштина.

## Географија
Град Раума се налази у југозападном делу Финске. Од главног града државе, Хелсинкија, град је удаљен 250 км северозападно.
Рељеф: Раума се сместила у југоисточном делу Скандинавије, у историјској области Сатакунта. Подручје града је равничарско до брежуљкасто, а надморска висина се креће око 10 м.
Клима у Рауми је континентална, мада је за ово за финске услова блажа клима због утицаја Балтика. Стога су зиме нешто блаже и краће, а лета свежа.
Воде: Раума се развила на североисточној обали Балтичког мора. Град се сместио у оквиру омањег залива.

## Историја
Раума је за финске услове веома стар град, са градским правима од 1442. године. Пре тога је на овом месту основан фрањевачки манастир.
У 19. веку град је био највеће поморско средиште Финског војводства.
Последњих пар деценија град се брзо развио у савремено градско насеље јужног дела државе.

## Становништво
Према процени из 2012. године у Рауми је живело 33.533 становника, док је број становника општине био 39.870.
| 1980. | 1990.  | 2000.  | 2012.  |
| ----- | ------ | ------ | ------ |
| -     | 34.106 | 35.163 | 33.533 |

Етнички и језички састав: Раума је одувек била претежно насељена Финцима. Последњих деценија, са јачањем усељавања у Финску, становништво града је постало шароликије. По последњим подацима преовлађују Финци (98,2%), присутни су и у веома малом броју Швеђани (0,4%), док су остало усељеници.

## Галерија
- Стари део Рауме, под заштитом УНЕСКО-а
- Стара градска кућа Рауме
- Главна пешачка улица
- Главна протестантска црква у граду